# Стржедула, Йозеф
Йозеф Стржеду́ла (чеш. Josef Středula; род. 12 ноября 1967, Опава, Североморавский край) — чешский профсоюзный деятель, с апреля 2014 года председатель ЧМКОС, с 2005 по 2014 год председатель Профсоюза КОВО.

## Жизнь
Он родился в Опаве и жил в Глучине, а затем некоторое время в Богуславицах в районе Опавы. Окончил среднюю школу машиностроения в Опаве. После школы работал на Витковицком металлургическом заводе по обслуживанию прокатных линий. После Бархатной революции участвовал в преобразовании Революционного профсоюзного движения (РОД) в стандартный профсоюз.
С 1990 по 1993 год он был заместителем председателя базовой организации профсоюза KOVO Витковице — завод 2 (ныне Витковице Steel). Впоследствии с 1993 по 2005 год работал заместителем председателя национального профсоюза КОВО. В 2000 году основал Молодёжный комитет ОС КОВО, который впоследствии и возглавил. В июне 2005 года на съезде профсоюза КОВО избран председателем всей организации. Он защищал эту позицию дважды, в 2009 и 2013 годах.
25 апреля 2014 года находился на VI съезду Чешско-Моравской конфедерации профсоюзов в Праге избран председателем ЧМКОС. Он получил 142 голоса из 227 возможных голосов (то есть 63 %) и таким образом победил своего противника Вацлава Пикла. На VII съезде он защитил свою позицию в апреле 2018 года. Он был переизбран в 2022 году.
Он большой любитель оперы.
Йозеф Стржедула дважды разведён и женат в третий раз.

## Президентские выборы 2023
Имя Стржедулы уже обсуждалось в связи с президентскими выборами 2020 года. 30 апреля 2022 года на съезде Чешско-Моравской конфедерации профсоюзов президент Милош Земан предложил ему баллотироваться на президентских выборах в 2023 году. Мирослав Калоусек также выразил свою поддержку.
На случай, если он решит баллотироваться, он изначально хотел основывать свою кандидатуру на подписях граждан. 1 мая 2022 года молодёжная организация ЧССД «Молодые социал-демократы» начала сбор подписей за его кандидатуру. Четыре дня спустя он принял кандидатуру и официально объявил об этом в своем аккаунте в Твиттере, ещё раз подтвердив, что хочет быть кандидатом от граждан.
Со сбором подписей ему помогали, например, ČSSD или ассоциация «Стржедула наш президент». Его кандидатуру поддерживает движение «Будущее».
Вскоре после оглашения кандидатуры Йозефа Стржедулы в президенты Seznam Zprávy опубликовал анализ, согласно которому, за его кампанией стоят два бывших лоббиста, Мирослав Скленарж, который должен был работать в китайской CEFC, а затем в CITIC, и Павел Влчек, который больше года работал для российского Росатома.
По его словам, он собрал 62 384 подписи граждан, но в МВД подал подписи только 11 сенаторов, благодаря чему его кандидатура была допущена. Среди сенаторов, поддержавших его, были Йозеф Базала, Петр Фиала, Томаш Йирса, Люмир Кантор, Йозеф Клемент, Патрик Кунчар, Зденек Матушек, Ян Пирк, Вера Прохазкова, Адела Шипова и Петр Виха. Кандидатуру Стржедулы финансово поддержал, например, бывший министр внутренних дел Мартин Печина.
Его электоральные предпочтения колебались в районе 7 % в опросах общественного мнения после выдвижения его кандидатуры. В декабре 2022 года они снижаются до уровня 3-4 %. 8 января 2023 Стржедула снял свою кандидатуру в пользу Дануше Нерудовой.